# SN 2011iv
SN 2011iv – supernowa typu Ia odkryta 2 grudnia 2011 roku w galaktyce NGC 1404. W momencie odkrycia miała maksymalną jasność 12,80m.